# Cabello/Carceller
Helena Cabello (París, Francia, 1963) y Ana Carceller (Madrid, España, 1964), conocidas artísticamente como Cabello/Carceller, son un colectivo artístico interdisciplinar español.
Medalla de Oro al Mérito en las Bellas Artes de 2024.

## Trayectoria
Comenzaron sus estudios en universidades españolas y amplían su formación en Inglaterra y en Estados Unidos. Ambas se doctoraron en la Universidad de Vigo y actualmente son profesoras en la Universidad de Castilla-La Mancha. Su obra utiliza diferentes recursos de los medios de comunicación como la fotografía, el vídeo y la instalación, así como la performance y la docencia. Su obra, que prioriza la experiencia sobre la representación como un fin en sí mismo, se apoya en la teoría delfeminismo postestructuralista y la teoría queer, e incorpora referencias procedentes de la historia, la política y el arte contemporáneo. En este sentido, han realizado acciones inspiradas en el trabajo de Foucault, Sontag, Butler y Mbembe (2016) o en la obra de Hannah Arendt. Entre los temas centrales de su obra se encuentran las políticas del cuerpo y el género, la identidad y el cuestionamiento de los relatos convencionales. En sus obras se han interesado también por personajes históricos disidentes de género como Eleno de Céspedes o Catalina de Erauso.
En 2006 realizaron su primera exposición en la Galería Elba Benítez de Madrid, donde seguirían realizando muestras de forma periódica. Desde entonces han expuesto en Matadero Madrid, el Centro de Arte Dos de Mayo, el Museo de Bellas Artes de Bilbao, el IVAM o el MARCO. En 2017 formaron parte del Pabellón Español en la Bienal de Venecia. En 2019 se inauguró una exposición retrospectiva sobre su obra en el MUAC de la UNAM, en México. En 2022 estrenaron Una película sin ninguna intención. Después de Chantal Akerman, y en 2023 la exposición Una voz para Erauso. Epílogo para un tiempo Trans, comisariada por Paul B. Preciado para el Azkuna Zentroa.Ese mismo año participaron en la Bienal de São Paulo. y en Visiones Contemporáneas, últimas tendencias del cine y vídeo en España, en DA2 Domus Artium 2002.

## Exposiciones individuales
- Ejercicios de poder, Galería Elba Benítez, Madrid (2006).
- Esto no es Vietnam (After Apocalypse Now), Suffix Arte Contemporáneo, Sevilla (2008).
- Backstage (o el cuarto oscuro de la narración), Espai Visor, Valencia (2009).
- Archivo: Drag Modelos, Galería Joan Prats, Barcelona (2010).
- Suite Rivolta, Galería Elba Benítez (2011).
- Off Escena: Si yo fuera, Matadero Madrid (2011).
- Archivo: Drag Modelos, Centro Atlántico de Arte Moderno, Las Palmas de Gran Canaria (2011).
- MicroPolíticas, MicroPoética, CCEBA Centro Cultural de España en Buenos Aires (2012).
- Performer, BAD, Museo de Bellas Artes de Bilbao, Bilbao (2013).
- Un texto es un texto es un texto, Centro Cultural de España (CCEMx), México D.F. (2014).
- Lost in Transition, IVAM, Valencia (2016).
- Rapear Filosofía: Foucault, Sontag, Butler, Mbembe, Galería Elba Benítez (2016).
- Cabello/Carceller. Borrador para una exposición sin título (cap. II), MARCO, Vigo (2016), CA2M, Madrid (2017).
- Cabello/Carceller. Borrador para una exposición sin título (cap. III), MUAC, México D.F. (2019).
- Una película sin ninguna intención Después de Chantal Akerman, Galería Elba Benítez (2022).
- Una voz para Erauso. Epílogo para un tiempo Trans, Azkuna Zentroa (2023).
- Visiones Contemporáneas, DA2 Domus Artium 2002 (2023).

## Recepción y colecciones
Cabello/Carceller han recibido menciones de honor a la mejor exposición en PHotoespaña en los años 2001 y 2006. En 2006 recibieron el Premio a la creación artística de la Comunidad de Madrid. Su obra forma parte de las colecciones del Museo Reina Sofía, MACBA y el Brooklyn Museum.
El teórico queer Jack Halberstam trató la obra de Cabello/Carceller en su libro El arte queer del fracaso (2011), destacando cómo reclama conceptos como "vacío, futilidad, limitación, inefectividad, esterilidad, improductividad", que él vincula a una forma de negatividad queer.